# Saint-Lager
Saint-Lager é uma comuna francesa na região administrativa de Auvérnia-Ródano-Alpes, no departamento de Ródano. Estende-se por uma área de 7,74 km². Em 2010 a comuna tinha 1 066 habitantes (densidade: 137,7 hab./km²).